# Клочко, Виктория Никитовна
Виктория Никитовна Клочко (родилась 20 сентября 2002, Новороссийск, Краснодарский край) — российская футболистка, полузащитница клуба «Краснодар». Выступала за сборную России.

## Биография
Воспитанница ДЮСШ «Победа» (Новороссийск), первый тренер — Александр Сергеевич Гигая. Во второй половине 2010-х годов перешла в «Кубаночку» и с 2017 года участвовала в играх первого дивизиона России в составе молодёжной команды клуба. Также участвовала в юниорских соревнованиях, в 2017 году в составе сборной Краснодарского края стала финалисткой первенства России среди 17-летних.
С 2019 года выступала за главную команду «Кубаночки» в высшей лиге. Дебютный матч сыграла 5 июня 2019 года против ижевского «Торпедо», заменив на 90-й минуте Наталью Соколову. Всего в 2019 году сыграла 5 матчей и стала бронзовым призёром чемпионата России. С 2020 года стала игроком стартового состава команды, преобразованной в ФК «Краснодар».
Выступала за юниорскую и молодёжную сборную России. Первый матч за основную сборную России провела 4 июня 2024 года против сборной Уругвая.